# Storia del formaggio

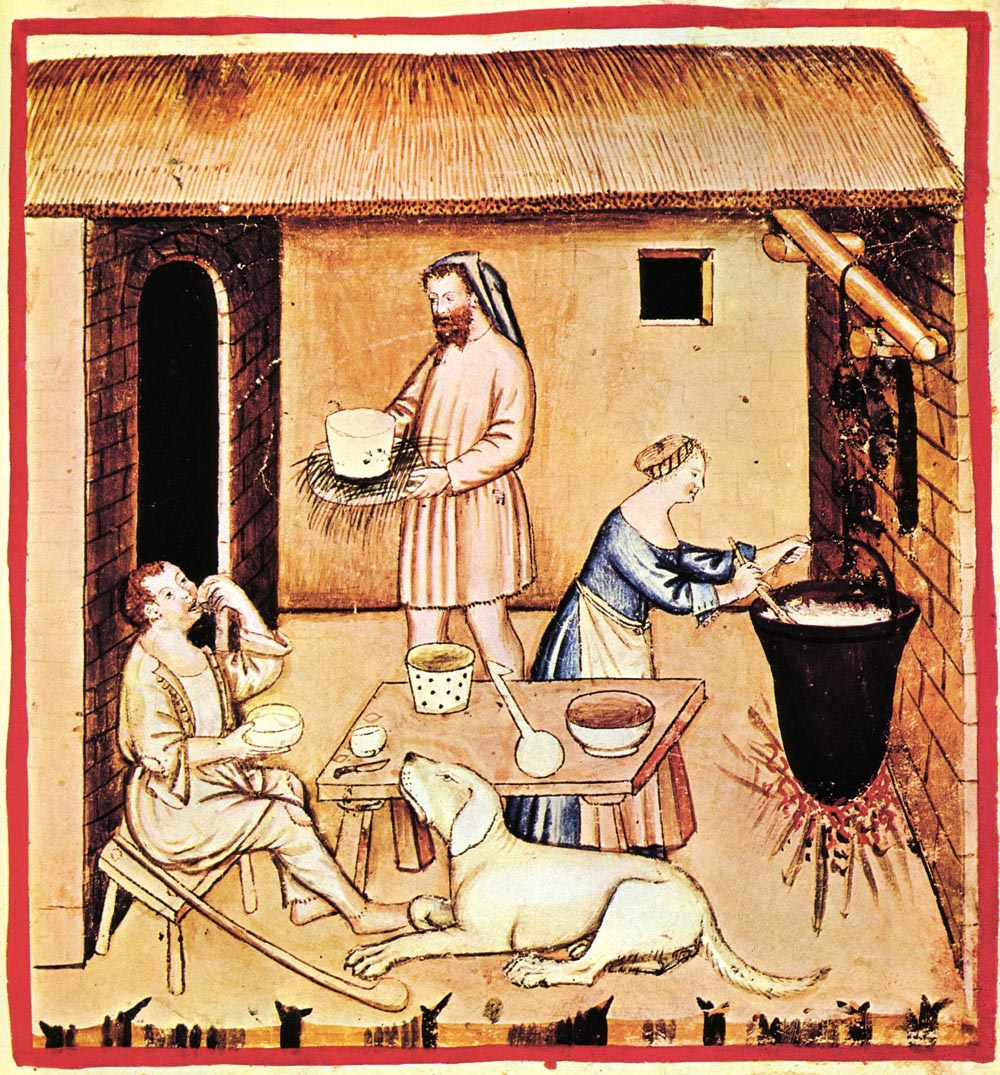
Preparazione del formaggio in un disegno del Tacuinum sanitatis Casanatensis (14th century)

La storia del formaggio ha origine dall'antichità, ma acquista spessore solo a partire dal Medioevo. A lungo ritenuti cibo da poveri, a partire dalla seconda metà del Trecento i prodotti caseari entrano a far parte dei piaceri della tavola.
La produzione del formaggio esiste gia' da prima dell'inizio della storia scritta, essendo iniziata oltre 7000 anni fa. Gli esseri umani probabilmente crearono il formaggio e altri prodotti caseari accidentalmente, a causa del trasporto e stoccaggio del latte all'interno di sacche fatte di stomaco di ruminanti, in quanto la loro fornitura intrinseca di caglio ne avrebbe incoraggiato la cagliatura. Non esiste prova conclusiva di dove abbia avuto origine la produzione di formaggio, possibilmente in Europa, Asia Centrale, Medio Oriente o nel Sahara

## Antichità
Nel 2012 da analisi scientifiche approfondite, sono state rinvenute tracce di formaggio in cocci forati di terracotte risalenti a 7000 anni fa, reperti provenienti da indagini archeologiche sulle rive della Vistola nella Polonia meridionale. Altri reperti positivi provenienti dalla Croazia sono stati datati al 5300 a.c..
Numerose fonti attestano l'uso di ricavare formaggio dal latte: reperti di origine mesopotamica datati III millennio a.C. sono i primi documenti che mostrano le fasi di lavorazione del formaggio, in particolare il Fregio della latteria, un bassorilievo sumero che rappresenta dei sacerdoti nell'atto di produrre il formaggio. Pare che in tale regione l'allevamento degli ovini risalisse a 8-10 000 anni fa e la scoperta del formaggio sarebbe avvenuta casualmente, quando qualcuno avrebbe scoperto del latte cagliato negli stomaci di un capretto macellato. Tale uso è sopravvissuto fino a noi in alcune regioni in cui si consuma il formaggio cagliato nello stomaco dei capretti, come nel caso del nuorese Callu de Crabettu.
Testimonianze dell'uso del formaggio si hanno in tutto il mondo antico, sia in Europa, in Africa, e in Asia. I testi scritti più antichi, fra cui la Bibbia e gli scritti omerici riportano riferimenti al formaggio. Anche nell'antico Egitto era diffusa la produzione di formaggi, specialmente quello di capra.
Strumenti per la lavorazione del caglio in terracotta sono stati trovati in Italia a Piadena in insediamenti risalenti al neolitico.

### Greci
La mitologia fa risalire l'uso del formaggio ad Aristeo, figlio di Apollo e della ninfa Cirene, che avrebbe insegnato agli uomini l'arte casearia oltre a quella della pastorizia,  e dell'apicultura. Inoltre viene menzionata Amaltea la nutrice di Giove, proprietaria di una mitica capra cretese, ricordata anche da Omero, il quale descrive inoltre nell'Odissea la preparazione del formaggio da parte di Polifemo. Si trattava di un formaggio fresco, messo a coagulare in canestri di vimini. Ippocrate nel IV secolo a.C. parla delle caratteristiche salutari del formaggio, Aristotele descrive per primo il metodo per ottenere formaggio dal caglio di fico, metodo in uso questo anche fra gli Ebrei a causa della proibizione di consumare contemporaneamente prodotti alimentari animali e caseari. Il formaggio era considerato un alimento particolarmente adatto agli atleti che gareggiavano alle Olimpiadi.

### Romani
Anche i Romani erano produttori e consumatori di formaggio. Oltre al latte degli ovini cominciarono a adoperare anche quello dei bovini e avevano appreso come stagionarli. Una sorta di prima classificazione è riferita da Marco Terenzio Varrone che distingue formaggi vaccini, caprini e pecorini, nelle tipologie freschi o stagionati, preferendo quelli ottenuti con il caglio di lepre o di capretto anziché con il caglio di agnello.
Due secoli più tardi Lucio Giunio Moderato Columella descrive il processo di produzione del formaggio e l'uso di vari coagulanti vegetali quali il fiore di cardo e il latte di fico, attribuendo però la preferenza al caglio di agnello o di capretto. I romani utilizzarono anche lo zafferano  e l'aceto per cagliare il formaggio e questa mistura veniva chiamata coagulum. Per accelerare la stagionatura dei formaggi li misero sotto pressione con dei pesi forati (pressatura).
Virgilio riporta che la razione giornaliera di "pecorino" dei legionari romani era di 27 grammi.

### Celti e Liguri
Particolarmente nelle Alpi occidentali e centrali i Celti svilupparono l'arte casearia sfruttando la transumanza stagionale, soprattutto bovina. Ai grassi formaggi d'alpeggio si affiancavano gli “stracchini” magri in autunno, dopo il ritorno in pianura.
Nell'Historia Augusta (Ant. Pius, XII,4) si parla di Alpinus riferendosi a una serie di formaggi nelle Alpi occidentali, probabili precursori di Tome, Fontina, Gruyère e Castelmagno. Si trattava di formaggi stagionati d'alpeggio a prevalenza di latte vaccino, cagliati in origine con erbe montane aromatiche (l'erba detta bettolina dà ancor oggi sapore al bettelmatt). Il termine celtico alpino è probabilmente riconducibile a *bit[t]u (“durevole”), da cui deriva il nome del bitto valtellinese e il Bettelmatt.

Altre fonti latine (Colum XII 59; Plin N. H. XI 97) citano un formaggio gallicus, capostipite dei formaggi erborinati, che richiama il Murianengo, il Blu del Moncenisio, il Roquefort e naturalmente il Gorgonzola.
Nell'Età del ferro si migliorò il burro, solido e compatto come quello moderno.
I Liguri erano conosciuti per i formaggi freschi quale il "seracium", di cui resta memoria nel seirass piemontese, e per i formaggi di latte ovino. Le robiole furono primi esempi di semistagionatura ed erano coperte da una crosta rossiccia (dal latino rubeola). 
Plinio il Vecchio (XI 42) vanta la qualità del pecorino di Ceva e del "lunensis" (di Luni), forse precursore del Grana e del Parmigiano Reggiano.

## Medioevo

### Alto Medioevo
Le fonti del periodo sono quelle dei monaci e delle abbazie già in epoca longobarda dove il formaggio, ritenuto per lo più un cibo povero, era prodotto e consumato. I monasteri conservavano le tradizioni latine, per cui avevano mantenuto l'uso di fare formaggio anziché utilizzare il latte per produrre bevande fermentate, come erano soliti fare molti dei popoli discesi nell'impero dopo la sua caduta.
Una leggenda narra che Carlo Magno avrebbe apprezzato il Gorgonzola nel corso di una sua visita ad un vescovo; sul rapporto fra l'imperatore e il formaggio fiorì comunque una ricca tradizione popolare: Eginardo ne parla, descrivendo la sua perplessità di fronte ad una fetta di Gorgonzola o di un suo antenato; una delle possibili spiegazioni del nome Castelmagno sarebbe che il sovrano ne era ghiotto, sebbene le fonti attestino che il formaggio venne prodotto solo nel XII secolo nei pressi dell'omonimo comune piemontese.

### Basso Medioevo
Le testimonianze sulla diffusione del formaggio nelle tavolate "nobili" iniziano a comparire tra il tardo Duecento e il Quattrocento nei ricettari di cucina, inizialmente come ingrediente di vivande elaborate, ma in seguito esso acquistò dignità, tanto da essere servito come pietanza alla mensa dei papi, ai matrimoni della famiglia de Medici, degli Este che servivano bocconi di Parmigiano e di molte altre personalità. 
Trattato sulle sue qualità nutritive del prodotto fu redatto dal medico ed accademico vercellese Pantaleone da Confienza nel Summa Lacticinorum nella seconda metà del Quattrocento.
Le tariffe dei pedaggi e le gabelle comprovano che, a partire almeno dal secolo XIII, formaggi di qualità differenti circolavano sulle strade d'Italia e attraverso valichi alpini, raggiungendo spesso mercati molto lontani dalle zone d'origine.
In questi secoli in Italia i formaggi più diffusi erano fondamentalmente due: il marzolino di origine toscana, chiamato così perché prodotto a marzo, e il parmigiano delle regioni cisalpine, detto anche maggengo perché prodotto nel mese di maggio.